# Štěpánkovice
Štěpánkovice (en allemand : Schepankowitz ; en polonais : Sczepankowitz) est une commune du district d'Opava, dans la région de Moravie-Silésie, en République tchèque. Sa population s'élevait à 3 241 habitants en 2021.

## Géographie
Štěpánkovice se trouve à 4 km au nord-est de Kravaře, à 11 km à l'est-nord-est d'Opava, à 23 km au nord-ouest d'Ostrava et à 258 km à l’est de Prague.
La commune est limitée par Služovice et Kobeřice au nord, par Bolatice à l'est, par Kravaře au sud et au sud-ouest, et par Chlebičov à l'ouest.

## Histoire
La première mention écrite de la localité date de 1265.

## Administration
La commune se compose de trois quartiers :
- Štěpánkovice
- Bílá Bříza
- Svoboda

## Transports
Par la route, Štěpánkovice se trouve à 4 km de Kravaře, à 12 km d'Opava, à 27 km d'Ostrava et à 338 km de Prague.

## Personnalités liées à la commune
- Filip Souček (2000-), footballeur tchèque né à Štěpánkovice.